# Северо-Западный регион (Болгария)
Северо-Западный регион планирования (болг. Северозападен район за планиране) — один из шести регионов планирования Болгарии. В состав региона входят пять областей: Видинская, Врацкая, Ловечская, Монтана и Плевенская. Площадь региона составляет 19 068 км², численность населения — 690 685 человек согласно переписи населения 2021 года. Крупнейшим городом и экономическим центром является Плевен.

## Географическое положение
Регион расположен в северо-западной части страны и граничит с Румынией на севере по реке Дунай и с Сербией на западе. Является важным узлом для международных и национальных транспортных маршрутов. В Северо-Западном регионе находятся второй и третий по важности речные порты Болгарии на Дунае в городах Лом и Видин.

## Социально-экономическая ситуация
Северо-Западный регион Болгарии является одним из беднейших территориальных образований Европейского союза. В 2017 году ВРП на душу населения Северо-Западного региона был самым низким среди всех регионов второго территориального уровня (NUTS2) Европейского союза на уровне 31 % от средней величины по союзу. Ожидаемая продолжительность жизни при рождении в Северо-Западном регионе является самой короткой среди регионов планирования Болгарии и в 2021 году составила 69.7 года. Численность населения региона за 10 лет между переписями 2011 и 2021 годов сократилась почти на 160 тысяч человек с 847 138 до 690 685 человек.